# Enrique Solana
Enrique Solana Sentíes (Puebla), es un empresario fundador de varias compañías en México y actual presidente de la Confederación de Cámaras Nacionales de Comercio, Servicio y Turismo (Concanaco Servytur) del cual ha formado parte por más de una década.

## Biografía
Enrique Solana Sentíes nació en Puebla, Puebla; proveniente de una familia dedicada por tres generaciones a actividades comerciales en el campo de las ferreterías, realizó sus estudios universitarios en la Benemérita Universidad Autónoma de Puebla y en la UDLAP.
Posteriormente cursó estudios de alemán en el Instituto Goethe en la ciudad de Murnau am StaffelSee en Alemania, así como inglés en la Universidad de las Américas en Puebla.
A principios de los años 90, tras una larga experiencia en sectores industriales y comerciales, funda su primera empresa, Distribuidora Solana S.A. de C.V. y años más tarde, en el 2002 fue nombrado Secretario General de la CONCANACO SERVYTUR puesto en el que se ha desempeñado durante tres cambios de gobierno.

## Formación académica
•1968 – 1973 Ingeniería Química Industrial. Universidad Autónoma de Puebla.
•1977 – 1979 Diplomado en Administración de Empresas. Universidad de las Américas Puebla.
•1996 – 2000 Licenciatura en Comercio Internacional en la ESCA.

### Principales cursos y seminarios en su formación
• Noviembre de 1994, “No fue la suerte”. Eliyahu M. Goldratt
• 1992 a 1993, Introducción del Business Plan en el área de Compras. A. QualityIntitute.
• Junio de 1992, “Justo a Tiempo”. Volkswagen de México.
• Abril de 1992, La Meta. Eliyahu M. Goldratt.
• Octubre de 1991, Seminario “El Futuro de México”. Volkswagen de México, Dr. David Konzevik .
• Junio de 1989, Entrenamiento – Sistema de compras y logística con visitas a proveedores. V.W.A.G. Alemania, Wolfsburg y Kassel.
• Abril de 1989, Grundstufe III. Goehte – Institut.
• Septiembre de 1988, Superlernem 2. Volkswagen de México.
• Mayo de 1988,  Superlernem 1. Volkswagen de México.
• Mayo de 1987, Introducción a las Técnicas de Dirección. Volkswagen de México.
• Abril de 1986, Seminario Técnico de Llantas. Uniroyal de México.
• 1984 – 1985, Curso básico alemán. Volkswagen de México.
• 1983 Estilitronik Alemán. Volkswagen de México.
• Mayo de 1982, Organización y Administración de la Función de Compras. American M. Center.

## Experiencia profesional
De 1972 a 1976 colaboró con el Grupo Fundidora Monterrey donde trabajó en el sector del acero, ocupando diversos puestos. 
Años después, se hizo cargo de la Gerencia de Control de Calidad de la empresa Metalúrgica México S.A. de C.V., especializándose en Tratamientos Térmicos, Calidad Total, Metalurgia y Metrología en la casa matriz en Monterrey.
Posteriormente trabajó en Volkswagen de México S.A. de C.V. y continuó en el sector automotor hasta 1992, pasando por diversos puestos, hasta obtener la Gerencia de Compras de Material productivo en donde tuvo bajo su cargo más de 300 proveedores, 1,500 piezas y un presupuesto anual superior a 4,000 millones de pesos.
En ese tiempo vivió temporalmente en Alemania, aprendiendo el idioma y diversos métodos de compras y logística.
En la actualidad todas las empresas en las que participa, generan más de 320 fuentes de empleo.

## Gestión comercial
En los 90's, fundó la Distribuidora Solana S.A. de C.V. siendo el principal accionista. Así como la empresa de Asesoría y Promoción Empresarial S.C., dedicada a la representación comercial de empresas internacionales.
Para 1998, creó la empresa Grupo Corsomex S.A. de C.V., dedicada a la comercialización y mayoreo de refacciones automotrices para Nissan, FordMyazda q;umisma e a la fecha ha estado afiliada a la Canaco Servytur Puebla.

## Gestión empresarial
A través de Grupo Corsomex S.A. de C.V. ha creado, consolidado y dirigido las siguientes empresas: 
• 1996 a la fecha; ha fungido como Presidente de Unicar Mexicana S.A. de C.V.  dedicada a la fabricación de partes troqueladas y de ensambles, soldadura, doblado y en general transformación de metales, con más de 60 colaboradores para abastecer las empresas de la industria automotriz.
• Desde el año 2000 hasta hoy, ha sido Socio Fundador de Unicar Plastics S.A. de C.V. dedicada a la inyección de plásticos de ingeniería misma que abastece la industria de electrodomésticos y automotriz. Generando más de 150 empleos formales.
• En 2012 funda la Planta Saltillo de Unicar Plastics, que actualmente cuenta con 50 colaboradores y exportadora en países como Estados Unidos, Europa y Japón.
Todas estas empresas están certificadas bajo la norma ISO TS 16949 y la ISO 9001- 2008.

## Representaciones y nombramientos
Dentro de su labor como fundador también se ha desempeñado como representante de las siguientes asambleas y consejos:
•  Asamblea (Órgano Superior de Gobierno) y Comisión de Vigilancia del Instituto Mexicano del Seguro Social desde el año 2003 a la fecha.
•  Asamblea (Órgano Superior de Gobierno) del INFONAVIT desde el año 2005 a la fecha.
• Presidente de la Comisión de Vigilancia del IMSS en el año 2005.
• Miembro del Consejo de administración del Comité Nacional de Productividad e Innovación Tecnológica A.C. como representante de la Concanaco Servytur, comité dedicado a la capacitación de la micro y pequeña empresa.
• Miembro del Consejo de Seguridad e Higiene de la Secretaría del Trabajo y Previsión Social representando al Sector Comercio, Servicios y Turismo.
Cabe mencionar que en paralelo a sus anteriores representaciones, también fue nombrado como:
• Presidente de la Cámara Nacional de Comercio Servicios y Turismo de la Ciudad de Puebla (2000 - 2001 y 2001 - 2002)
• Vicepresidente Nacional de Enlace Legislativo de la CONCANACO SERVYTUR (2001 a 2003).
• Vicepresidente Regional de la Zona Centro de la CONCANACO (2005 a 2007), teniendo bajo su responsabilidad la coordinación de los estados de México, Puebla, Morelos, Tlaxcala, Hidalgo y la Ciudad de México.
• En los periodos de tres presidentes se ha desempeñó como Secretario General de la CONCANACO SERVYTUR (desde el 2002 a la fecha).
• Presidente de la Concanaco Servytur (2015) hasta el 31 de marzo del 2017.

## Logros y actos de corrupción
En el 2013, Unicar Plastics fue seleccionada como una de las mejores empresas mexicanas por el boletín que publicaron ediciones como las de BANAMEX, DELOITTE y el Tecnológico de Monterrey.
En un comunicado expedido oficialmente por el actual presidente de México, Enrique Peña Nieto el mandatario reconoció la labor de Solano tras exponer su propuesta de trabajo. Basada en siete puntos que a través de un programa de servicio a las cámaras; autosuficiencia económica; cabildeo; representaciones y comisiones; legalidad; fortalecimiento del sector turismo y responsabilidad social. Proponía fortalecer el sector empresarial y el apoyo a las Pequeñas y medianas empresas con el objetivo de contribuir a la reestructuración y consolidación económica para el desarrollo del país.
Ya que según fuentes oficiales, tan solo en el sector de las micro, pequeñas y medianas empresas que constituyen más del 99% del total de las mismas, se aporta el 35% del producto interno bruto y por lo tanto el 73% del empleo formal en México.
Mientras que el comercio y turismo por su parte, representan el 8.4% del PIB del país y concentra el 5.8% de los empleados remunerados.
Por su parte, la Concanaco-Servytur detalló que por tercer año consecutivo, el Comité Ejecutivo y el Consejo Directivo apoyaron a Solana Sentíes en respuesta a la representatividad y defensa de los intereses institucionales mostrados en su gestión.
Sin embargo, durante su gestión desarrolló un programa con el INADEM denominado Programas Tabletas CONCANACO 2015 con valor de 87 millones de pesos, de los cuales una parte los recibió la empresa Celular Milenium (Propiedad de Juan Carlos Martínez Domínguez, Vicepresidente de Tecnología de CONCANACO), y esta a su vez hizo traspasos a la empresa Unicar Mexicana por $11´167,088.00, propiedad de Enrique Solana. 
El INADEM, desembolsó 87 millones de pesos por tabletas de “mala calidad”, cuando el costo general era de 35 millones de pesos. En la última reunión de 2016 que celebraron los consejeros de la Concanaco a mediados de diciembre, se supo que la empresa que vendió las tabletas es propiedad del vicepresidente de tecnologías, Juan Carlos Martínez Domínguez, e incluso mencionó que unas bases con las que se les dotaron fueron fabricadas en la empresa de Enrique Solana, el presidente de la Concanaco, lo que representa un conflicto de intereses.
El abogado, Khristian Gutiérrez, dijo en una entrevista realizada por el Noticiero de Denise Maerker el , que “se hizo una triangulación entre una empresa de Enrique Solana y Juan Carlos Domínguez Martínez, que es Unicar y Celular Milenium. No hubo una licitación, se hizo de manera directa la adjudicación”.
Señaló que “la Concanaco le hizo ver al Inaden que el supuesto tenía un valor de cinco mil 800 pesos y en una investigación, en un muestreo, arroja que el precio es de 800 pesos máximo”.